# Campeonato Africano de Atletismo de 1984
A 3ª edição do Campeonato Africano de Atletismo foi organizado pela Confederação Africana de Atletismo no período de 12 a 15 de julho de 1984 no Estádio Príncipe Moulay Abdellah, em Rabat, no Marrocos. Foram disputadas 38 provas, num total de 298 atletas de 28 nacionalidades. 

## Medalhistas

### Masculino
| Evento                  | Ouro                             | Ouro     | Prata                            | Prata         | Bronze                                             | Bronze   |
| ----------------------- | -------------------------------- | -------- | -------------------------------- | ------------- | -------------------------------------------------- | -------- |
| 100 metros              | Chidi Imo · Nigéria              | 10.40    | Charles-Louis Seck · Senegal     | 10.49         | Eseme Ikpoto · Nigéria                             | 10.58    |
| 200 metros              | Innocent Egbunike · Nigéria      | 20.66    | Eseme Ikpoto · Nigéria           | 21.19         | Ali Bakhta · Argélia                               | 21.32    |
| 400 metros              | Gabriel Tiacoh · Costa do Marfim | 45.52    | Sunday Uti · Nigéria             | 46.16         | El Kashief Hassan · Sudão                          | 46.47    |
| 800 metros              | Sammy Koskei · Quénia            | 1:45.17  | Moussa Fall · Senegal            | 1:45.56       | Omer Khalifa · Sudão                               | 1:45.78  |
| 1 500 metros            | Saïd Aouita · Marrocos           | 3:38.18  | Omer Khalifa · Sudão             | 3:39.90       | Mehdi Aidet · Argélia                              | 3:40.85  |
| 5 000 metros            | Abderrazak Bounour · Argélia     | 13:41.94 | Samson Obwocha · Quénia          | 13:41.98      | Kipsubai Koskei · Quénia                           | 13:42.05 |
| 10 000 metros           | Kipsubai Koskei · Quénia         | 28:11.70 | Ahmed Salah · Djibouti           | 28:17.40 (NR) | Mohamed Ali Chouri · Tunísia                       | 28:49.80 |
| 110 metros barreiras    | Philip Sang · Quénia             | 14.15    | Riad Benhaddad · Argélia         | 14.36         | Hisham Mohamed Makin · Egito                       | 14.6     |
| 400 metros barreiras    | Amadou Dia Bâ · Senegal          | 49.30    | Henry Amike · Nigéria            | 49.95         | Ahmed Abdel Halim Ghanem · Egito                   | 50.77    |
| 3 000 metros obstáculos | Joshua Kipkemboi · Quénia        | 8:27.88  | Lahcene Babaci · Argélia         | 8:36.60       | Habib Chérif · Argélia                             | 8:38.26  |
| 4×100 metros estafetas  | Nigéria                          | 39.49    | Costa do Marfim                  | 39.94         | Senegal                                            | 40.86    |
| 4×400 metros estafetas  | Senegal                          | 3:04.76  | Nigéria                          | 3:04.85       | Quénia                                             | 3:06.73  |
| 20 km marcha            | Abdelwahab Ferguène · Argélia    | 1:30:02  | Benamar Kachkouche · Argélia     | 1:30:02       | Hassan Kouchaoui · Marrocos                        | 1:32:46  |
| Salto em altura         | Mohamed Aghlal · Marrocos        | 2.17     | Boubacar Guèye · Senegal         | 2.14          | Azzedine Mostéfa · Argélia Belba Ngaroudel · Chade | 2.05     |
| Salto à vara            | Mohamed Bouihiri · Marrocos      | 4.60     | Mongi Labidi · Tunísia           | 4.40          | Choukri Abahnini · Tunísia                         | 4.40     |
| Salto em comprimento    | Paul Emordi · Nigéria            | 7.90     | Yusuf Alli · Nigéria             | 7.88          | Joseph Kio · Nigéria                               | 7.82     |
| Triplo salto            | Joseph Taiwo · Nigéria           | 17.19    | Ajayi Agbebaku · Nigéria         | 16.96         | Mamadou Diallo · Senegal                           | 16.68    |
| Lançamento do peso      | Ahmed Mohamed Ashoush · Egito    | 18.45    | Ahmed Kamel Shata · Egito        | 18.09         | Mohamed Fatihi · Marrocos                          | 16.95    |
| Lançamento do disco     | Mohamed Naguib Hamed · Egito     | 58.62    | Abderrazak Ben Hassine · Tunísia | 54.46         | Mohamed Fatihi · Marrocos                          | 48.86    |
| Lançamento do martelo   | Hakim Toumi · Argélia            | 68.64    | Hisham Abdeslam Zaki · Egito     | 61.04         | Yacine Louail · Argélia                            | 59.90    |
| Lançamento do dardo     | Tarek Chaabani · Tunísia         | 77.40    | Mongi Alimi · Tunísia            | 73.88         | Ahmed Mahour Bacha · Argélia                       | 71.86    |
| Decatlo                 | Mourad Mahour Bacha · Argélia    | 7022     | Hatem Bachar · Tunísia           | 6890          | Abdennacer Moumen · Marrocos                       | 6810     |

### Feminino
| Evento                 | Ouro                           | Ouro    | Prata                           | Prata   | Bronze                               | Bronze  |
| ---------------------- | ------------------------------ | ------- | ------------------------------- | ------- | ------------------------------------ | ------- |
| 100 metros             | Doris Wiredu · Gana            | 11.88   | Joyce Odhiambo · Quénia         | 11.93   | Grace Armah · Gana                   | 11.98   |
| 200 metros             | Nawal El Moutawakil · Marrocos | 23.93   | Mercy Addy · Gana               | 24.42   | Joyce Odhiambo · Quénia              | 24.44   |
| 400 metros             | Ruth Atuti · Quénia            | 54.05   | Mable Esendi · Quénia           | 54.88   | Mercy Addy · Gana                    | 56.36   |
| 800 metros             | Justina Chepchirchir · Quénia  | 2:04.52 | Florence Wanjiru · Quénia       | 2:05.96 | Célestine N'Drin · Costa do Marfim   | 2:07.72 |
| 1 500 metros           | Justina Chepchirchir · Quénia  | 4:18.45 | Fatima Aouam · Marrocos         | 4:22.75 | Leïla Bendahmane · Argélia           | 4:23.15 |
| 3 000 metros           | Mary Chepkemboi · Quénia       | 9:19.05 | Regina Chemeli · Quénia         | 9:22.17 | Leïla Bendahmane · Argélia           | 9:26.28 |
| 100 metros barreiras   | Maria Usifo · Nigéria          | 13.42   | Awa Dioum-Ndiaye · Senegal      | 14.40   | Chérifa Meskaoui · Marrocos          | 14.55   |
| 400 metros barreiras   | Nawal El Moutawakil · Marrocos | 56.01   | Rachida Ferdjaoui · Argélia     | 63.17   |                                      |         |
| 4×100 metros estafetas | Quénia                         | 46.18   | Gana                            | 46.20   | Gâmbia                               | 47.20   |
| 4×400 metros estafetas | Quénia                         | 3:37.76 | Gana                            | 3:45.96 | Marrocos                             | 3:54.41 |
| Salto em altura        | Awa Dioum-Ndiaye · Senegal     | 1.76    | Lucienne N'Da · Costa do Marfim | 1.73    | Salimata Coulibaly · Costa do Marfim | 1.70    |
| Salto em comprimento   | Marianne Mendoza · Senegal     | 5.93    | Basma Gharbi · Tunísia          | 5.77    | Dalila Tayebi · Argélia              | 5.68    |
| Arremesso de peso      | Odette Mistoul · Gabão         | 15.51   | Souad Malloussi · Marrocos      | 15.31   | Aïcha Dahmous · Argélia              | 13.44   |
| Lançamento do disco    | Zoubida Laayouni · Marrocos    | 52.70   | Aïcha Dahmous · Argélia         | 50.12   | Chérifa Meskaoui · Marrocos          | 46.04   |
| Lançamento do dardo    | Ténin Camara · Costa do Marfim | 45.48   | Samira Benhamza · Marrocos      | 44.90   | Naïma Fouad · Marrocos               | 44.40   |
| Heptatlo               | Chérifa Meskaoui · Marrocos    | 5448    | Frida Kiptala · Quénia          | 5292    | Nacèra Achir · Argélia               | 5195    |

## Quadro de medalhas
| Ordem | País            | Medalha de ouro | Medalha de prata | Medalha de bronze | Total |
| ----- | --------------- | --------------- | ---------------- | ----------------- | ----- |
| 1     | Quénia          | 10              | 6                | 3                 | 19    |
| 2     | Marrocos        | 7               | 3                | 8                 | 18    |
| 3     | Nigéria         | 6               | 6                | 2                 | 14    |
| 4     | Argélia         | 4               | 4                | 5                 | 13    |
| 5     | Senegal         | 4               | 4                | 2                 | 10    |
| 6     | Egito           | 2               | 2                | 2                 | 6     |
| 6     | Costa do Marfim | 2               | 2                | 2                 | 6     |
| 8     | Tunísia         | 1               | 5                | 2                 | 8     |
| 9     | Gana            | 1               | 3                | 2                 | 6     |
| 10    | Gabão           | 1               | 0                | 0                 | 1     |
| 11    | Sudão           | 0               | 1                | 2                 | 3     |
| 12    | Djibouti        | 0               | 1                | 0                 | 1     |
| 13    | Chade           | 0               | 0                | 1                 | 1     |
| 13    | Gâmbia          | 0               | 0                | 1                 | 1     |